# Ре ди Копе (Кјети)
Ре ди Копе (итал. Re di Coppe) је насеље у Италији у округу Кјети, региону Абруцо.
Према процени из 2011. у насељу је живело 83 становника. Насеље се налази на надморској висини од 321 м.